# Романова-Харизова, Елизавета Алексеевна
Елизавета Алексеевна Романова-Харизова (1896, Саратов, Саратовская губерния — ?) — оперная певица, меццо-сопрано. Одна из первых солистов Новосибирского оперного театра (1945—1958).

## Биография
Родилась в 1896 г. в Саратове .
С 1923 по 1925 гг. обучалась в оперной студии К. С. Станиславского в Москве.
В 1925—1945 гг. была солисткой антреприз и театров Москвы (театр-студия Станиславского и т. д.), Баку, Еревана, Тифлиса.
С 1945 по 1958 гг. — солистка Новосибирского театра оперы и балета.
После окончания сольной карьеры была артисткой миманса.

## Репертуар в Новосибирском оперном театре
- «Пиковая дама» П. Чайковского — Графиня (исполнила более 100 раз)
- «Кармен Ж. Бизе» — Кармен
- «Евгений Онегин» П. Чайковского — Няня, Ларина
- «Русалка» А. Даргомыжского — Княгиня
- «Борис Годунов» М. Мусоргского — Марина Мнишек